# Кияшко, Богдан Станиславович
Богдан Станиславович Кияшко (род. 22.03.1992, г. Киров), сценическое имя Bogdan Kiyashko — музыкант, автор-исполнитель, актёр театра и кино. Являлся участником шоу «Голос-9», артист Центра исполнительских искусств на Добрынинской.

## Биография
Богдан Кияшко родился в городе Киров (Вятка) 22 марта 1992 года. В детстве пробовал себя в нескольких спортивных секциях, но не нашёл в этом интереса, после чего поступил в хоровую школу мальчиков и юношей «Орлята» по классу фортепиано и сольного вокала. В 12 лет, будучи солистом образцового хора, артист делает первые шаги в сочинении собственных песен.
В возрасте 16 лет Богдан поступает в Музыкальное училище имени Гнесиных, выбрав путь академического пения. Вскоре для приобретения опыта начинает подрабатывать игрой на клавишах и пением в ресторанах.
Зимой 2013 стал актёром-вокалистом в театре Стаса Намина, в 2015 поступил во ВГИК на актёрское отделение в мастерскую культового режиссёра С. Соловьёва.
Переломный момент в авторском музыкальном творчестве случился после знакомства с московскими саунд-продюсерами FD Vadim и Alan Galit. Встреча музыкантов состоялась благодаря Глебу Калюжному, с которым Богдан познакомился на кинофестивале:
«Мы познакомились на кинофестивале в Ханты-Мансийске, я вёл церемонии 5-й год подряд, как второй музыкальный руководитель. Я играл песни в каморке на разбитом пианино перед туалетом, пока все выпивали после открытия».
В 2020 году, после начала пандемии, Богдан стал давать концерты прямо с балкона квартиры, что было своеобразным актом музыкального сопротивления карантину. Перфоманс быстро подхватили и стали освещать московские СМИ, а у балконных концертов появилось множество зрителей. Летом того же года артист попал в шоу Голос-9 в команду Сергея Шнурова.
В 2021 Богдан Кияшко запускает сольную музыкальную карьеру выходом синглов «Первый и последний раз» и «Пусть».
В 2022 году у Богдана выходит трек «Братишка», а также ретро-диско трек «Жаба», которые делают Богдана неотъемлемой частью саундтреков сериала «Чёрная весна». Вышедшая в этот же год лирическая композиция «Мосты» попадает в фильм «Хочу замуж».
В 2023 Богдан Кияшко выпускает сольный альбом «Первый», состоящий из 16 композиций. Над музыкой работали FD Vadim и Alan Galit, жанр альбома можно описать как лиричный инди-поп, который был собран из компиляции множества жанров.

## Музыка

### Синглы
| Год  | Название               |
| ---- | ---------------------- |
| 2021 | Первый и последний раз |
| 2021 | Пусть                  |
| 2022 | Мосты                  |
| 2022 | Братишка               |
| 2022 | Жаба                   |
| 2023 | Абрикос                |

### Альбомы
| №  | Название композиции |
| -- | ------------------- |
| 1  | Братишка            |
| 2  | Окей                |
| 3  | Мираж               |
| 4  | Парнас              |
| 5  | Колыбель            |
| 6  | Футляр              |
| 7  | Жаба                |
| 8  | Кажется             |
| 9  | Мосты               |
| 10 | Пустыня             |
| 11 | Muna                |
| 12 | Другие              |
| 13 | Два                 |
| 14 | Прости              |
| 15 | Балкон              |
| 16 | Сказка              |

## Фильмография
| Год  | Картина                  | Режиссёр              | Роль              |
| ---- | ------------------------ | --------------------- | ----------------- |
| 2018 | Питер. Чернуха           | Дмитрий Волков        | Художник          |
| 2019 | Заповедный спецназ       | Алексей Быстрицкий    | -                 |
| 2019 | Два варианта             | Василиса Елпатьевская | -                 |
| 2022 | Первый Оскар             | Сергей Мокрицкий      | Одноклассник Юны  |
| 2022 | Любовники                | Елена Хазанова        | -                 |
| 2022 | В кругу своих            | Стася Толстая         | Дед Мороз         |
| 2023 | Бунтари панельных трущоб | Ксения Ратушная       | -                 |
| 2024 | Бременские музыканты     | Алексей Нужный        | Итальянский певец |

## Театр
| Год  | Театр                            | Постановка                    | Режиссёр                          | Роль                                       |
| ---- | -------------------------------- | ----------------------------- | --------------------------------- | ------------------------------------------ |
| 2017 | Театр-студия САС                 | Стеклянный Зверинец           | Сергей Соловьев                   | Том Уингфилд                               |
| 2018 | Театральное объединение Таратумб | Подарки Чёрного Ворона        | Ольга Шайдуллина, Антон Калипанов | Гоча                                       |
| 2019 | Театр-студия САС                 | Иванов                        | Сергей Соловьев                   | Иванов                                     |
| 2023 | Лекторий «Прямая речь»           | «ЦШХ (ЦветаеваШпаликовХармс)» | Елена Махова                      | актёр поэтического спектакля-концерта      |
| 2024 | Лекторий «Прямая речь»           | «Одиссея Маяковского»         | Сергей Котюх                      | актёр музыкально-поэтического перфораманса |